# Natalija Konradová
Natalija Petrivna Konradová rozená Natalija Petrivna Gruzínská (* 4. srpna 1976 Kyjev, Sovětský svaz) je bývalá ukrajinská sportovní šermířka, která se specializovala na šerm kordem. Ukrajinu reprezentovala v devadesátých letech a v prvním desetiletí jednadvacátého století. V roce 2003 získala titul mistryně světa a v roce 2004 titul mistryně Evropy v soutěži jednotlivkyň. Jako úřadující mistryně světa a Evropy se nekvalifikovala na olympijské hry 2004. S ukrajinským družstvem kordistek vybojovala v roce 2001 a 2002 třetí místo na mistrovství Evropy.